# Alexis Vega
Ernesto Alexis Vega Rojas (Città del Messico, 25 novembre 1997) è un calciatore messicano, attaccante del Toluca e della nazionale messicana.

## Caratteristiche tecniche
È un centrocampista offensivo, veloce e tattico, che all'occorrenza può interpretare il ruolo di attaccante di movimento o mezza/seconda punta. In base a queste caratteristiche ha dimostrato di essere molto duttile. 
Dotato di eccellente tecnica e ottima visione di gioco collettiva. Può occupare tutte le posizioni dalla trequarti in su anche se predilige gli inserimenti dalla fascia sinistra. Particolare è l'esaltazione e delle sue qualità nelle tattiche di gioco che prevedono il contropiede.

## Carriera

### Club

#### Toluca e Guadalajara
Cresciuto nel settore giovanile del Toluca, ha esordito in prima squadra il 28 febbraio 2016 disputando l'incontro di Primera División de México perso 1-0 contro il Pachuca. Segna la sua prima rete in Coppa Libertadores battendo per 2-1 il LDU Quita. Realizza la sua prima doppietta sconfiggendo per 4-2 il Tiburones Rojos de Veracruz. Il 12 ottobre 2017 subisce la sua prima espulsione in una partita persa per 3-0 contro il Tigres UANL. L'11 novembre 2018 segna la sua ultima rete per la squadra nel pareggio per 2-2 contro l'América.
L'8 dicembre 2018 è stato acquistato a titolo definitivo dal Guadalajara. Il 17 febbraio 2019 segna una tripletta che decide la vittoria su 3-0 contro l'Atlas. Nell'edizione 2022-2023 del campionato messicano Vega segna sei gol, il primo nel pareggio per 2-2 contro il Querétaro, realizza una rete su punizione sconfiggendo per 3-1 il Pumas UNAM, segna il gol del 1-0 battendo sia il Puebla che il Monterrey, l'ultima rete la sigla vincendo per 4-1 contro il Mazatlán. Il 19 agosto 2023 Vega realizza il suo ultimo gol per il Guadalajara nel pareggio per 1-1contro il Juárez.
Nel 2024 torna a giocare per il Toluca.

### Nazionale
Vega viene convocato per la prima volta nella nazionale del Messico il 23 marzo 2019 in un'amichevole disputata contro il Paraguay, scende in campo nel secondo tempo e fornisce al suo compagno di squadra Luis Montes l'assist con cui egli segna il gol del definitivo 4-2 vincendo. Vince la Gold Cup segnando una sola rete, nella schiacciante vittoria per 7-0 contro Cuba.
Vien convocato nella nazionale olimpica dove, ai Giochi di Tokyo vince la medaglia di bronzo, segna un gol contro la Francia vincendo per 4-1, sigla una rete anche contro il Sudafrica vincendo per 3-0, realizza un gol anche contro il Giappone prevalendo per 3-1.

## Statistiche

### Presenze e reti nei club
Statistiche aggiornate al 2 luglio 2025.
| Stagione        | Squadra         | Campionato      | Campionato | Campionato | Coppe nazionali | Coppe nazionali | Coppe nazionali | Coppe continentali | Coppe continentali | Coppe continentali | Altre coppe | Altre coppe | Altre coppe | Totale | Totale | Totale |
| Stagione        | Squadra         | Comp            | Pres       | Reti       | Comp            | Pres            | Reti            | Comp               | Pres               | Reti               | Comp        | Pres        | Reti        | Pres   | Reti   |        |
| --------------- | --------------- | --------------- | ---------- | ---------- | --------------- | --------------- | --------------- | ------------------ | ------------------ | ------------------ | ----------- | ----------- | ----------- | ------ | ------ | ------ |
| 2015-2016       | Toluca          | PD              | 10         | 2          | cMX             | 0               | 0               | CL                 | 5                  | 1                  | -           | -           | -           | 15     | 3      |        |
| 2016-2017       | Toluca          | PD              | 12         | 1          | cMX             | 2               | 0               | -                  | -                  | -                  | -           | -           | -           | 14     | 1      |        |
| 2017-2018       | Toluca          | PD              | 15+2       | 3          | cMX             | 7               | 2               | -                  | -                  | -                  | -           | -           | -           | 24     | 5      |        |
| 2018-gen. 2019  | Toluca          | PD              | 17+2       | 5+1        | cMX             | 3               | 0               | -                  | -                  | -                  | -           | -           | -           | 22     | 6      |        |
| gen.-giu. 2019  | Guadalajara     | PD              | 16         | 4          | cMX             | 1               | 0               | -                  | -                  | -                  | -           | -           | -           | 17     | 4      |        |
| 2019-2020       | Guadalajara     | PD              | 24         | 5          | cMX             | 4               | 2               | -                  | -                  | -                  | -           | -           | -           | 28     | 7      |        |
| 2020-2021       | Guadalajara     | PD              | 29+3       | 4          | -               | -               | -               | -                  | -                  | -                  | -           | -           | -           | 32     | 4      |        |
| 2021-2022       | Guadalajara     | PD              | 22+4       | 5+1        | -               | -               | -               | -                  | -                  | -                  | -           | -           | -           | 26     | 6      |        |
| 2022-2023       | Guadalajara     | PD              | 25+7       | 6          | -               | -               | -               | -                  | -                  | -                  | -           | -           | -           | 32     | 6      |        |
| 2023-gen. 2024  | Guadalajara     | PD              | 8+2        | 1          | -               | -               | -               | -                  | -                  | -                  | LC          | 2           | 0           | 12     | 1      |        |
| Totale Chivas   | Totale Chivas   | Totale Chivas   | 124+16     | 25+1       |                 | 5               | 2               |                    | -                  | -                  |             | 2           | 0           | 147    | 28     |        |
| gen.-giu. 2024  | Toluca          | PD              | 13+2       | 6          | -               | -               | -               | CCC                | 2                  | 0                  | -           | -           | -           | 17     | 6      |        |
| 2024-2025       | Toluca          | PD              | 34+8       | 12+4       | -               | -               | -               | -                  | -                  | -                  | LC          | 4           | 0           | 46     | 16     |        |
| Totale Toluca   | Totale Toluca   | Totale Toluca   | 111+14     | 29+5       |                 | 12              | 2               |                    | 7                  | 1                  |             | 4           | 0           | 138    | 37     |        |
| Totale carriera | Totale carriera | Totale carriera | 265        | 60         |                 | 17              | 4               |                    | 7                  | 1                  |             | 4           | 0           | 293    | 65     |        |

### Cronologia presenze e reti in nazionale
| Cronologia completa delle presenze e delle reti in nazionale ― Messico | Cronologia completa delle presenze e delle reti in nazionale ― Messico | Cronologia completa delle presenze e delle reti in nazionale ― Messico | Cronologia completa delle presenze e delle reti in nazionale ― Messico | Cronologia completa delle presenze e delle reti in nazionale ― Messico | Cronologia completa delle presenze e delle reti in nazionale ― Messico | Cronologia completa delle presenze e delle reti in nazionale ― Messico | Cronologia completa delle presenze e delle reti in nazionale ― Messico |
| Data                                                                   | Città                                                                  | In casa                                                                | Risultato                                                              | Ospiti                                                                 | Competizione                                                           | Reti                                                                   | Note                                                                   |
| ---------------------------------------------------------------------- | ---------------------------------------------------------------------- | ---------------------------------------------------------------------- | ---------------------------------------------------------------------- | ---------------------------------------------------------------------- | ---------------------------------------------------------------------- | ---------------------------------------------------------------------- | ---------------------------------------------------------------------- |
| 27-3-2019                                                              | Santa Clara                                                            | Messico                                                                | 4 – 2                                                                  | Paraguay                                                               | Amichevole                                                             | -                                                                      | 78’                                                                    |
| 6-6-2019                                                               | Berlino                                                                | Messico                                                                | 3 – 1                                                                  | Venezuela                                                              | Amichevole                                                             | -                                                                      | 82’                                                                    |
| 9-6-2019                                                               | Santa Clara                                                            | Messico                                                                | 3 – 2                                                                  | Ecuador                                                                | Amichevole                                                             | -                                                                      | 61’                                                                    |
| 15-6-2019                                                              | Pasadena                                                               | Messico                                                                | 7 – 0                                                                  | Cuba                                                                   | Gold Cup 2019 - 1º turno                                               | 1                                                                      | 72’                                                                    |
| 23-6-2019                                                              | Charlotte                                                              | Martinica                                                              | 2 – 3                                                                  | Messico                                                                | Gold Cup 2019 - 1º turno                                               | -                                                                      | 77’                                                                    |
| 7-9-2019                                                               | East Rutherford                                                        | Stati Uniti                                                            | 0 – 3                                                                  | Messico                                                                | Amichevole                                                             | -                                                                      | 87’                                                                    |
| 30-9-2020                                                              | Città del Messico                                                      | Messico                                                                | 3 – 0                                                                  | Guatemala                                                              | Amichevole                                                             | -                                                                      | 70’                                                                    |
| 1-7-2021                                                               | Nashville                                                              | Messico                                                                | 3 – 0                                                                  | Panama                                                                 | Amichevole                                                             | -                                                                      | 74’                                                                    |
| 2-9-2021                                                               | Città del Messico                                                      | Messico                                                                | 2 – 1                                                                  | Giamaica                                                               | Qual. Mondiali 2022                                                    | 1                                                                      | 21’ 81’                                                                |
| 5-9-2021                                                               | San José                                                               | Costa Rica                                                             | 0 – 1                                                                  | Messico                                                                | Qual. Mondiali 2022                                                    | -                                                                      | 71’                                                                    |
| 10-10-2021                                                             | Città del Messico                                                      | Messico                                                                | 3 – 0                                                                  | Honduras                                                               | Qual. Mondiali 2022                                                    | -                                                                      | 66’                                                                    |
| 13-10-2021                                                             | San Salvador                                                           | El Salvador                                                            | 0 – 2                                                                  | Messico                                                                | Qual. Mondiali 2022                                                    | -                                                                      | 20’                                                                    |
| 27-1-2022                                                              | Kingston                                                               | Giamaica                                                               | 1 – 2                                                                  | Messico                                                                | Qual. Mondiali 2022                                                    | 1                                                                      |                                                                        |
| 30-1-2022                                                              | Città del Messico                                                      | Messico                                                                | 0 – 0                                                                  | Costa Rica                                                             | Qual. Mondiali 2022                                                    | -                                                                      | 74’                                                                    |
| 2-2-2022                                                               | Città del Messico                                                      | Messico                                                                | 1 – 0                                                                  | Panama                                                                 | Qual. Mondiali 2022                                                    | -                                                                      | 83’                                                                    |
| 24-3-2022                                                              | Città del Messico                                                      | Messico                                                                | 0 – 0                                                                  | Stati Uniti                                                            | Qual. Mondiali 2022                                                    | -                                                                      | 79’ 90+1’                                                              |
| 30-3-2022                                                              | Città del Messico                                                      | Messico                                                                | 2 – 0                                                                  | El Salvador                                                            | Qual. Mondiali 2022                                                    | -                                                                      | 73’                                                                    |
| 2-6-2022                                                               | Glendale                                                               | Messico                                                                | 0 – 3                                                                  | Uruguay                                                                | Amichevole                                                             | -                                                                      | 75’                                                                    |
| 5-6-2022                                                               | Chicago                                                                | Messico                                                                | 0 – 0                                                                  | Ecuador                                                                | Amichevole                                                             | -                                                                      | 59’                                                                    |
| 31-8-2022                                                              | Atlanta                                                                | Messico                                                                | 0 – 1                                                                  | Paraguay                                                               | Amichevole                                                             | -                                                                      |                                                                        |
| 28-9-2022                                                              | Santa Clara                                                            | Messico                                                                | 2 – 3                                                                  | Colombia                                                               | Amichevole                                                             | 1                                                                      |                                                                        |
| 9-11-2022                                                              | Girona                                                                 | Messico                                                                | 4 – 0                                                                  | Iraq                                                                   | Amichevole                                                             | 1                                                                      | 46’                                                                    |
| 16-11-2022                                                             | Girona                                                                 | Messico                                                                | 1 – 2                                                                  | Svezia                                                                 | Amichevole                                                             | 1                                                                      | 82’                                                                    |
| 22-11-2022                                                             | Doha                                                                   | Messico                                                                | 0 – 0                                                                  | Polonia                                                                | Mondiali 2022 - 1º turno                                               | -                                                                      | 84’                                                                    |
| 26-11-2022                                                             | Lusail                                                                 | Argentina                                                              | 2 – 0                                                                  | Messico                                                                | Mondiali 2022 - 1º turno                                               | -                                                                      | 66’                                                                    |
| 30-11-2022                                                             | Lusail                                                                 | Arabia Saudita                                                         | 1 – 2                                                                  | Messico                                                                | Mondiali 2022 - 1º turno                                               | -                                                                      | 46’                                                                    |
| 19-4-2023                                                              | Glendale                                                               | Stati Uniti                                                            | 1 – 1                                                                  | Messico                                                                | Amichevole                                                             | -                                                                      | 76’                                                                    |
| 9-9-2023                                                               | Arlington                                                              | Messico                                                                | 2 – 2                                                                  | Australia                                                              | Amichevole                                                             | -                                                                      | 60’                                                                    |
| 5-6-2024                                                               | Denver                                                                 | Messico                                                                | 0 – 4                                                                  | Uruguay                                                                | Amichevole                                                             | -                                                                      | 55’                                                                    |
| 8-6-2024                                                               | College Station                                                        | Messico                                                                | 2 – 3                                                                  | Brasile                                                                | Amichevole                                                             | -                                                                      | 62’                                                                    |
| 26-6-2024                                                              | Inglewood                                                              | Venezuela                                                              | 1 – 0                                                                  | Messico                                                                | Coppa America 2024 - 1º turno                                          | -                                                                      | 61’ 64’                                                                |
| 30-6-2024                                                              | Glendale                                                               | Messico                                                                | 0 – 0                                                                  | Ecuador                                                                | Coppa America 2024 - 1º turno                                          | -                                                                      | 90’                                                                    |
| 15-10-2024                                                             | Guadalajara                                                            | Messico                                                                | 2 – 0                                                                  | Stati Uniti                                                            | Amichevole                                                             | -                                                                      | 68’                                                                    |
| 15-11-2024                                                             | San Pedro Sula                                                         | Honduras                                                               | 2 – 0                                                                  | Messico                                                                | CONCACAF Nations League 2024-2025 - Quarti di finale                   | -                                                                      | 58’                                                                    |
| 19-11-2024                                                             | Toluca                                                                 | Messico                                                                | 4 – 0                                                                  | Honduras                                                               | CONCACAF Nations League 2024-2025 - Quarti di finale                   | -                                                                      | 90+4’                                                                  |
| 20-3-2025                                                              | Inglewood                                                              | Canada                                                                 | 0 – 2                                                                  | Messico                                                                | CONCACAF Nations League 2024-2025 - Semifinale                         | -                                                                      | 27’ 54’                                                                |
| 23-3-2025                                                              | Inglewood                                                              | Messico                                                                | 2 – 1                                                                  | Panama                                                                 | CONCACAF Nations League 2024-2025 - Finale                             | -                                                                      | 64’                                                                    |
| 7-6-2025                                                               | Salt Lake City                                                         | Messico                                                                | 2 – 4                                                                  | Svizzera                                                               | Amichevole                                                             | -                                                                      | 58’                                                                    |
| 10-6-2025                                                              | Chapel Hill                                                            | Messico                                                                | 1 – 0                                                                  | Turchia                                                                | Amichevole                                                             | -                                                                      | 62’                                                                    |
| 14-6-2025                                                              | Inglewood                                                              | Messico                                                                | 3 – 2                                                                  | Rep. Dominicana                                                        | Gold Cup 2025 - 1º turno                                               | -                                                                      | 46’                                                                    |
| 18-6-2025                                                              | Arlington                                                              | Suriname                                                               | 0 – 2                                                                  | Messico                                                                | Gold Cup 2025 - 1° turno                                               | -                                                                      | 72’                                                                    |
| 22-6-2025                                                              | Paradise                                                               | Messico                                                                | 0 – 0                                                                  | Costa Rica                                                             | Gold Cup 2025 - 1° turno                                               | -                                                                      | 88’                                                                    |
| 28-6-2025                                                              | Glendale                                                               | Messico                                                                | 2 – 0                                                                  | Arabia Saudita                                                         | Gold Cup 2025 - Quarti di finale                                       | 1                                                                      | 73’                                                                    |
| 2-7-2025                                                               | Santa Clara                                                            | Messico                                                                | 1 – 0                                                                  | Honduras                                                               | Gold Cup 2025 - Semifinale                                             | -                                                                      |                                                                        |
| 6-7-2025                                                               | Houston                                                                | Stati Uniti                                                            | 1 – 2                                                                  | Messico                                                                | Gold Cup 2025 - Finale                                                 | -                                                                      |                                                                        |
| Totale                                                                 |                                                                        | Presenze                                                               | 45                                                                     |                                                                        | Reti                                                                   | 7                                                                      |                                                                        |

| Cronologia completa delle presenze e delle reti in nazionale ― Messico olimpica | Cronologia completa delle presenze e delle reti in nazionale ― Messico olimpica | Cronologia completa delle presenze e delle reti in nazionale ― Messico olimpica | Cronologia completa delle presenze e delle reti in nazionale ― Messico olimpica | Cronologia completa delle presenze e delle reti in nazionale ― Messico olimpica | Cronologia completa delle presenze e delle reti in nazionale ― Messico olimpica | Cronologia completa delle presenze e delle reti in nazionale ― Messico olimpica | Cronologia completa delle presenze e delle reti in nazionale ― Messico olimpica |
| Data                                                                            | Città                                                                           | In casa                                                                         | Risultato                                                                       | Ospiti                                                                          | Competizione                                                                    | Reti                                                                            | Note                                                                            |
| ------------------------------------------------------------------------------- | ------------------------------------------------------------------------------- | ------------------------------------------------------------------------------- | ------------------------------------------------------------------------------- | ------------------------------------------------------------------------------- | ------------------------------------------------------------------------------- | ------------------------------------------------------------------------------- | ------------------------------------------------------------------------------- |
| 22-7-2021                                                                       | Tokyo                                                                           | Messico olimpica                                                                | 4 – 1                                                                           | Francia olimpica                                                                | Olimpiadi 2021 - 1°turno                                                        | 1                                                                               | 20’ 84’                                                                         |
| 25-7-2021                                                                       | Saitama                                                                         | Giappone olimpica                                                               | 2 – 1                                                                           | Messico olimpica                                                                | Olimpiadi 2021 - 1°turno                                                        | -                                                                               | 67’                                                                             |
| 28-7-2021                                                                       | Sapporo                                                                         | Sudafrica olimpica                                                              | 0 – 3                                                                           | Messico olimpica                                                                | Olimpiadi 2021 - 1°turno                                                        | 1                                                                               | 77’                                                                             |
| 31-7-2021                                                                       | Yokohama                                                                        | Corea del Sud olimpica                                                          | 3 – 6                                                                           | Messico olimpica                                                                | Olimpiadi 2021 - Quarti di finale                                               | -                                                                               | 78’                                                                             |
| 3-8-2021                                                                        | Kashima                                                                         | Messico olimpica                                                                | 0 – 0 dts (1 - 4 dcr)                                                           | Brasile olimpica                                                                | Olimpiadi 2021 - Semifinale                                                     | -                                                                               | 92’                                                                             |
| 6-8-2021                                                                        | Saitama                                                                         | Messico olimpica                                                                | 3 – 1                                                                           | Giappone olimpica                                                               | Olimpiadi 2021 - Finale 3°- 4° posto                                            | 1                                                                               | 78’                                                                             |
| Totale                                                                          |                                                                                 | Presenze                                                                        | 6                                                                               |                                                                                 | Reti                                                                            | 3                                                                               |                                                                                 |

## Palmarès

### Club
- Campionato messicano: 1

Toluca: 2024-2025 (Clausura)

### Nazionale
- Gold Cup: 1

2019, 2025
- Bronzo olimpico: 1

Tokyo 2020